# Mary Pickford
Mary Pickford (nacida Gladys Marie Smith; Toronto, 8 de abril de 1892-Santa Mónica, 29 de mayo de 1979) fue una actriz, guionista y productora canadiense que residió y trabajó en Estados Unidos. Pickford fue fundadora de un estudio de cine y pionera en la industria cinematográfica estadounidense, con una carrera en Hollywood que abarcó cinco décadas.
Fue una de las máximas figuras del cine mudo durante el período 1915-1925 como intérprete de un tipo popular de ingenua romántica, y así llegó a ser la actriz más poderosa y mejor pagada en esa época, la primera gran estrella de Hollywood. Entre el público estadounidense se la conoció como «la pequeña Mary», «la chica del cabello dorado» y la primera «novia de América».

## Biografía

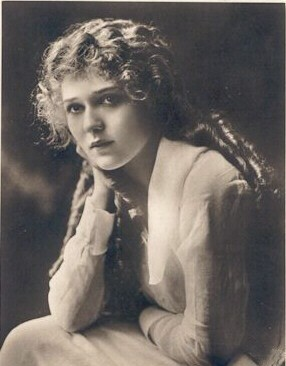
Mary Pickford.

### Primeros años

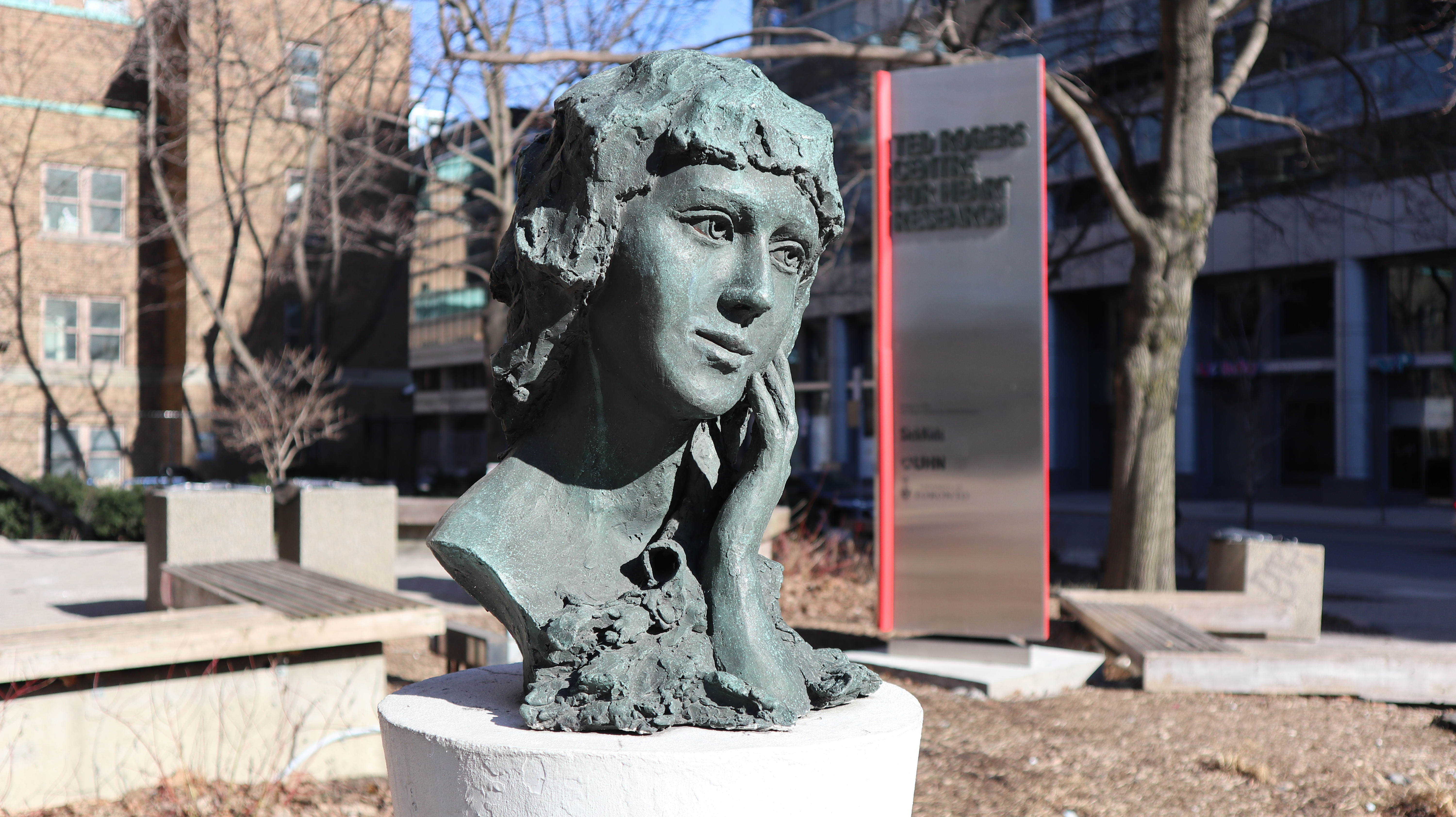
Busto de Mary Pickford en University Avenue, cerca de su casa natal en Toronto.

Mary Pickford nació con el nombre de Gladys Marie Smith en 1892 (aunque más tarde declaró 1893 o 1894 como año de nacimiento) en el 211 de University Avenue, Toronto, Ontario. Su padre, John Charles Smith, era hijo de inmigrantes ingleses metodistas y realizaba diversos trabajos ocasionales. Su madre, Charlotte Hennessey, era de ascendencia católica irlandesa y trabajó durante un tiempo como costurera. Tenía dos hermanos pequeños, ambos actores: Charlotte, llamada "Lottie Pickford" (nacida en 1893), y Jack Pickford (nacido en 1896). Para complacer a los parientes de su marido, la madre de Pickford bautizó a sus hijos como metodistas, la religión de su padre. John Charles Snr. era alcohólico; abandonó a la familia y murió el 11 de febrero de 1898 a causa de un coágulo de sangre mortal provocado por un accidente laboral cuando era sobrecargo en el Niagara Steamship.
Cuando Gladys tenía cuatro años, su hogar estaba bajo cuarentena infecciosa como medida de salud pública. Su abuela materna, devotamente católica (Catherine Faeley Hennessey), pidió a un sacerdote católico que estaba de visita que bautizara a los niños. Pickford fue bautizada entonces como Gladys Marie Smith.
Tras enviudar en 1899, Charlotte Smith comenzó a acoger huéspedes, uno de los cuales era un tal Mr. Murphy, director de escena de la Cummings Stock Company, quien pronto sugirió que Gladys, que entonces tenía siete años, y Lottie, que entonces tenía seis, interpretaran dos pequeños papeles teatrales: Gladys interpretó a una niña y a un niño, mientras que Lottie actuó en un papel mudo en la producción de la compañía de El rey de plata en el Princess Theatre de Toronto (destruido por un incendio en 1915, reconstruido y demolido en 1931), mientras su madre tocaba el órgano. Pickford actuó posteriormente en muchos melodramas con la Valentine Stock Company de Toronto, interpretando finalmente el papel infantil principal en su versión de El rey de plata. Culminó su corta carrera en Toronto con el papel protagonista de la pequeña Eva en la producción de Valentine de La cabaña del tío Tom, adaptación de la novela de 1852.
Pronto, la pequeña Gladys se convirtió en todo un éxito, bajo el nombre de Baby Gladys. Mary Pickford desarrolló tempranamente una personalidad arriesgada y depresiva marcada por la muerte de su padre. Esto le afectaría toda la vida.

### Desarrollo actoral
A los quince años, la joven viajó sola a Nueva York para pedir trabajo a David Belasco, productor de exitosas obras en Broadway, y lo consiguió. Era el verano de 1907 cuando, junto con Belasco, decidió cambiar su nombre al de Mary Pickford para su trabajo teatral, pero pronto descubrió el cine. Curiosa acerca del nuevo arte, fue contratada por los Estudios Biograph, el estudio de David Wark Griffith, y debutó en la película de 1909 The Violin Maker of Cremona.
Adicionalmente hizo diversos cortos, en muchos de los cuales compartía protagonismo con Owen Moore. Fue este su primer marido, en 1911, cuando se casaron en secreto.
Ambiciosa, pronto empezó a ganar fama y a exigir que su nombre apareciera en pantalla. Ya en 1914 cobraba más de 100.000 dólares anuales, y en 1915 tenía su propia productora la Mary Pickford Famous Players Company.
El inicial coqueteo con el cine mientras trabajaba con Belasco fue invirtiéndose, y en pocos años Mary se convirtió en la «novia de América», y en la primera actriz con admiradores a lo largo de todo el mundo, gracias a sus papeles de niña pobre de graciosos tirabuzones -aparentaba menos edad de la que en realidad tenía.
La pobre niña rica (The Poor Little Rich Girl) y Rebecca la de la granja del sol (Rebecca of Sunnybrook Farm), ambas en 1917 fueron sus primeros éxitos como largometrajes.
El 17 de abril de 1919, Mary Pickford, junto con Charles Chaplin, D.W. Griffith y su futuro marido Douglas Fairbanks, fundaban la United Artists, productora cinematográfica que perdura hoy día.
Fue por esta época que se enamoró de Douglas Fairbanks, exitoso actor famoso por sus papeles de galán aventurero, casado y con un hijo, causando su relación verdadero impacto en la opinión pública, por lo que se casaron el 28 de marzo de 1920 tras conseguir sus respectivos divorcios.
Entre sus éxitos más clamorosos se encuentran Papaíto Piernas Largas (Daddy Long Legs) y Almas de la Cumbre (Heart O'the Hills), en 1919, Sueño y Realidad (Suds) en 1920, Por la Puerta de Servicio (Through the Back Door) y El Pequeño Lord (Little Lord Fauntleroy) en 1921, y Tess en el País de las Tempestades (Tess of the Storm Country) en 1922.
El tipo de personaje que creó, firmemente anclado en el melodrama victoriano, resulta totalmente ajeno a la sensibilidad del espectador actual, pero en su momento ganó el favor de un público neófito y básicamente rural al combinar la identificación de las mujeres con un personaje en que el idealismo se aliaba con el valor y el atractivo de los hombres hacia esa región intermedia entre la infancia asexuada y la rolliza femineidad que constituyó un prototipo erótico de principios de siglo.
En 1923 sus ingresos se elevaban por encima del millón de dólares anuales, que para la época era una cifra sideral. Su poder era absoluto, controlando hasta el último detalle de sus películas concebidas como vehículos para ella y llegando a contratar al más célebre director alemán, Ernst Lubitsch, para que la dirigiera en la película Rosita La Cantante Callejera (Rosita) en 1923.
Mary Pickford y Douglas Fairbanks formaron la pareja cinematográfica más famosa de su tiempo, aunque solo aparecieron juntos en una película: La Fierecilla Domada (The Taming of the Shrew), en 1929.
La carrera de ambos siguió siendo meteórica, aunque los problemas mentales de Mary empezaban a ser conocidos por todo Hollywood, sobre todo cuando en 1928 murió Charlotte, la madre de la actriz, que se sumió en un estado de depresión.
Después de la muerte de su progenitora, Mary decidió abandonar sus papeles de huérfana pobre, cortó sus tirabuzones y estuvo un año sin trabajar, el primero de toda su carrera. Su siguiente película, Coqueta en 1929, fue la primera película sonora y un cambio radical en su trabajo. Gracias a ella, consiguió el segundo Premio Óscar desde su fundación, otorgado en la historia de las películas sonoras a la Mejor Actriz.
Esta película, paradójicamente, le provocó un rápido descenso en su popularidad al revelar sus limitaciones como actriz y probar que sus admiradores no estaban dispuestos a aceptar una evolución de su personaje de víctima ingenua hacia caracteres más adultos.
Posteriormente solo trabajó en otras tres películas sonoras siendo la última Secrets en 1933.
Su matrimonio con Douglas Fairbanks se desmoronaba también hasta que finalmente se divorciaron en el año de 1936.
Fue además amante de Ernst Udet, famoso piloto alemán, as de la Primera Guerra Mundial y diseñador de aviones.
Debido a la muerte de su hermano Jack Pickford y a la de su madre, habían creado en ella un estado de depresión absoluta, aumentada con la dramática muerte de su hermana pequeña, Lottie Pickford, en 1936.
Ella misma fue perfectamente consciente de la caducidad de su imagen y de su posición única e irrepetible como pináculo de toda una industria en consolidación, sometiéndose a un retiro solo comparable con el de la actriz Greta Garbo. Varias fuentes afirman que fue una de las actrices barajadas por Billy Wilder para el papel de Norma Desmond en Sunset Boulevard, pero Wilder la descartó porque su carácter no encajaba en el personaje. También se dice que ella recibió al director en estado de embriaguez, por lo cual no la vieron en condiciones de emprender un rodaje.
Cada vez más recluida en su mansión, y tras más de doscientas películas, se consagró a la producción, primero como vicepresidenta de la United Artists y luego como productora independiente hasta 1956, pero jamás volvió a actuar en ninguna otra.
El 24 de junio de 1937 se casó con Charles Rogers, doce años menor y con quien adoptaría, en 1943, dos niños: Ronald y Roxanne.
Desde 1965, tras asistir al homenaje que le tributara la Cinemateca Francesa vivió recluida con su marido e hijos en Pickfair Manor, la famosa mansión de Beverly Hills que debe su nombre a la contracción de los apellidos Pickford y Fairbanks, recibiendo tan solo muy contadas visitas de sus amigos. De esta mansión apenas había salido en los últimos años, recluyéndose principalmente en su dormitorio.
Incluso llegó a pretender que se destruyeran todas sus películas conservadas. De lo anterior, ella mencionó lo siguiente: «Por lo mismo que dejé el cine, para que no me sucediera como a Chaplin, que al prescindir de su personaje de vagabundo este se volvió contra él y le mató, quiero ahora desprenderme de unas películas que ya han cumplido su función. El tiempo pasa, y el público me comparará con las actrices modernas, y quiero evitar que esto ocurra».
Sin embargo, tal destrucción no tuvo lugar. La Mary Pickford Foundation invirtió alrededor de 200.000 dólares en recuperar y restaurar negativos y efectuar copias de 29 largometrajes y 28 cortometrajes, mientras la Biblioteca del Congreso de Estados Unidos recibía la donación de 51 cortometrajes.
En 1976 se le otorgó un Premio Óscar especial «por su contribución a la industria del cine».
El 29 de mayo de 1979 falleció de una hemorragia cerebral en una habitación del Hospital de Santa Mónica, a los 87 años, después de haber caído en el alcoholismo y haber vivido durante décadas en total reclusión.

### La industria cinematográfica

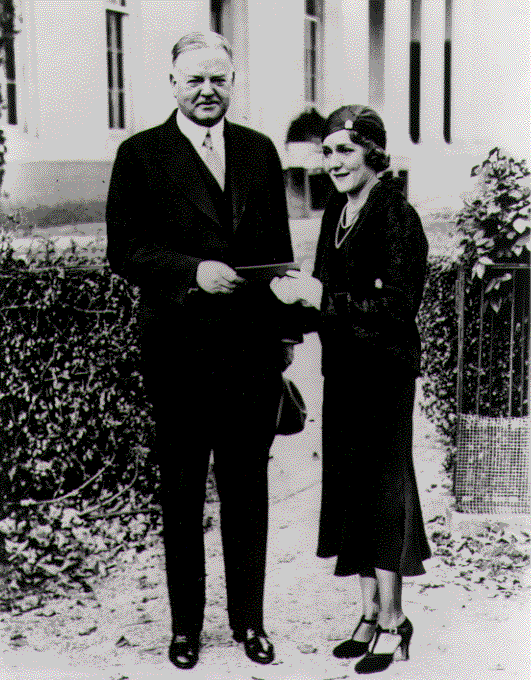
Mary Pickford entregando al presidente Herbert Hoover una entrada para un acto benéfico de la industria cinematográfica en favor de los desempleados, 1931.

Pickford utilizó su posición en la industria cinematográfica para promover diversas causas. Aunque su imagen reflejaba fragilidad e inocencia, demostró ser una fuerte mujer de negocios que tomó las riendas de su carrera en una industria despiadada.
Durante la Primera Guerra Mundial promovió la venta de "Bonos de la Libertad", pronunciando una intensa serie de discursos para recaudar fondos, comenzando en Washington D. C., donde vendió bonos junto a Charlie Chaplin, Douglas Fairbanks, Theda Bara y Marie Dressler. Cinco días después habló en Wall Street ante unas 50.000 personas. Aunque nació en Canadá, fue un poderoso símbolo de la cultura estadounidense, besó la bandera de Estados Unidos para las cámaras y subastó uno de sus rizos mundialmente famosos por 15.000 dólares. En un solo discurso en Chicago, se calcula que vendió bonos por valor de cinco millones de dólares. Fue bautizada como la "Hermana Pequeña" oficial de la Marina estadounidense; el Ejército bautizó dos cañones con su nombre y la nombró coronel honorario.

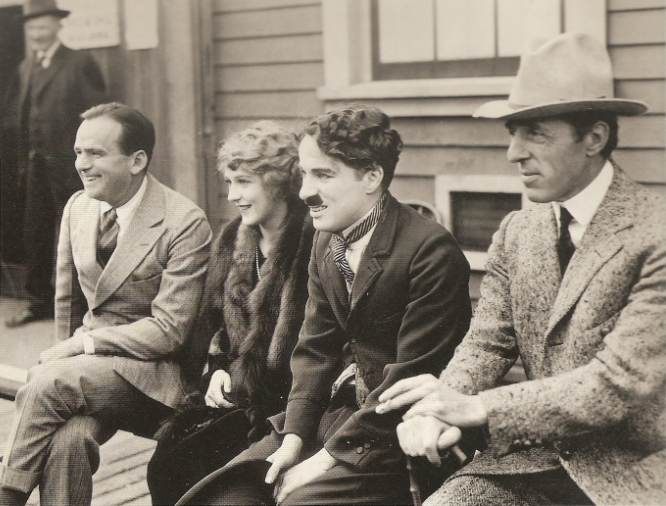
Douglas Fairbanks, Charlie Chaplin, y D.W. Griffith, con quien Mary Pickford fundó United Artists en 1919.

En 1916, Pickford y Constance Adams DeMille, esposa del director Cecil B. DeMille, ayudaron a fundar el Hollywood Studio Club, una residencia para mujeres jóvenes involucradas en el negocio del cine. Al final de la Primera Guerra Mundial, Pickford concibió el Motion Picture Relief Fund, una organización para ayudar económicamente a los actores necesitados. Los fondos sobrantes de su trabajo vendiendo bonos Liberty se destinaron a su creación y, en 1921, se constituyó oficialmente el Fondo de Ayuda al Cine (MPRF), con Joseph Schenck como primer presidente y Pickford como vicepresidenta. En 1932, Pickford encabezó el "Payroll Pledge Program", un plan de deducción de nóminas para los trabajadores de los estudios que donaban la mitad del uno por ciento de sus ingresos al MPRF. Como resultado, en 1940, el Fondo pudo comprar terrenos y construir la Motion Picture Country House and Hospital, en Woodland Hills, California.
Pickford, una astuta mujer de negocios, se convirtió en su propia productora a los tres años de empezar a trabajar en el cine. Según su Fundación, "supervisaba todos los aspectos de la realización de sus películas, desde la contratación del talento y el equipo hasta la supervisión del guión, el rodaje, el montaje, el lanzamiento final y la promoción de cada proyecto". Exigió (y obtuvo) estos poderes en 1916, cuando fue contratada por Famous Players in Famous Plays de Zukor (más tarde Paramount). Zukor accedió a su negativa a participar en el "block-booking", una práctica muy extendida que consistía en obligar a un exhibidor a proyectar una mala película elegida por el estudio para poder proyectar también una película de Pickford. En 1916, las películas de Pickford se distribuían individualmente a través de una unidad de distribución especial llamada Artcraft. La Mary Pickford Corporation fue brevemente la productora cinematográfica de Pickford.

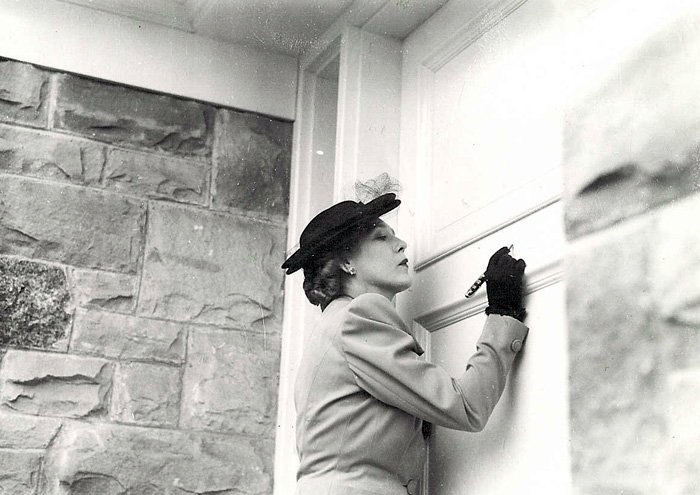
Mary Pickford firmando la entrada del bungalow Mary Pickford War Funds, 1943.

En 1919, aumentó su poder al cofundar United Artists (UA) con Charlie Chaplin, D. W. Griffith y su futuro marido, Douglas Fairbanks. Antes de la creación de UA, los estudios de Hollywood estaban integrados verticalmente, no sólo producían películas sino que formaban cadenas de cines. Los distribuidores (que también formaban parte de los estudios) se encargaban de que las producciones de la empresa se proyectaran en los cines de la empresa. Los cineastas dependían de los estudios para reservar películas; a cambio, soportaban lo que muchos consideraban una interferencia creativa.
United Artists rompió con esta tradición. Era únicamente una empresa de distribución, que ofrecía a los productores de películas independientes acceso a sus propias pantallas, así como el alquiler de salas de cine temporalmente no reservadas, propiedad de otras empresas. Pickford y Fairbanks produjeron y rodaron sus películas después de 1920 en el estudio conjunto de Pickford y Fairbanks en Santa Mónica Boulevard. Los productores que firmaron con UA eran auténticos independientes, que producían, creaban y controlaban su trabajo en un grado sin precedentes. Como cofundadora, además de productora y estrella de sus propias películas, Pickford se convirtió en la mujer más poderosa que jamás haya trabajado en Hollywood. En 1930, la carrera de actriz de Pickford se había desvanecido en gran medida. Sin embargo, tras retirarse tres años más tarde, continuó produciendo películas para United Artists. Ella y Chaplin siguieron siendo socios de la empresa durante décadas. Chaplin abandonó la empresa en 1955, y Pickford hizo lo mismo en 1956, vendiendo las acciones que le quedaban por 3 millones de dólares.
Había comprado los derechos de muchas de sus primeras películas mudas con la intención de quemarlas a su muerte, pero en 1970 accedió a donar 50 de sus películas de la Biograph al American Film Institute. En 1976, recibió un Premio Honorífico de la Academia por su contribución al cine estadounidense.

## Presencia en festivales de cine

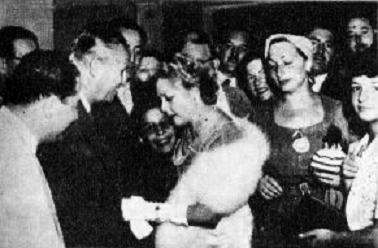
Mary Pickford en el Festival Internacional de Cine de Mar del Plata - Argentina (año 1954).

En marzo de 1954, Mary Pickford asistió al primer Festival Internacional de Cine de Mar del Plata (realizado en el imponente "Hotel Provincial" - Mar del Plata, Argentina), constituyéndose en una de las figuras de mayor popularidad y recibiendo numerosas expresiones de cariño por parte del público y colegas.

## Filmografía parcial
- Mrs. Jones Entertains - 1909
- The Light That Came - 1909
- Ramona - 1910
- The Unchanging Sea - 1910
- Caperucita Roja - 1911
- The Mender of Nets - 1912
- Cenicienta - 1914
- La pobre niña Rica - 1917
- Rebecca la de la granja del sol - 1917
- The Little Princess - 1917
- Un romance en los Redwoods - 1917
- The Little American - 1917
- Stella Maris - 1918
- Papá Piernas Largas - 1919
- Pollyanna - 1920
- El Pequeño Lord Fauntleroy - 1921
- El excéntrico - 1921
- Tess en el país de las tempestades - 1923
- Rosita, la cantante callejera - 1923
- La pequeña Anita - 1925
- Gorriones - 1926
- Mi Chica Favorita - 1927
- El Gaucho - 1927
- La fierecilla domada - 1929
- Coqueta - 1929
- Secretos - 1933

## Premios y distinciones
Premios Óscar
| Año  | Categoría        | Película         | Resultado |
| ---- | ---------------- | ---------------- | --------- |
| 1929 | Mejor actriz     | Coqueta          | Ganadora  |
| 1976 | Óscar Honorífico | Óscar Honorífico | Ganadora  |